# Cameraria serpentinensis
Cameraria serpentinensis là một loài bướm đêm thuộc họ Gracillariidae. Nó được tìm thấy ở Hoa Kỳ (California).
Chiều dài cánh trước là 3.2-4.2 mm.
Ấu trùng ăn Quercus douglasii, Quercus dumosa, Quercus durata và Quercus × alvordiana. Chúng ăn lá nơi chúng làm tổ.